# Haedo
Haedo es una localidad argentina ubicada en el partido de Morón, en la provincia de Buenos Aires. Esta localidad lleva su nombre en honor a Mariano Francisco Haedo.

## Población
Según el INDEC 2010 la población total de Moron es de 321.109 habitantes
- Varones: 153.129
- Mujeres: 167.980

## Historia
En 1886 se construyó la primera estación debido a la creación del ramal a La Plata del Ferrocarril del Sud, actualmente llamado Ferrocarril General Roca. En los siguientes años y gracias a la ubicación estratégica de la zona para conectar los trenes del interior con los que llegaban a la Capital, se instalaron talleres y la población creció en torno al trabajo ferroviario.
La localidad lleva el nombre de Mariano Francisco Haedo, empresario nacido en Uruguay en el año 1816.
Haedo fue presidente de la comisión directiva del Ferrocarril del Oeste, hoy Ferrocarril Sarmiento. Fue director del Banco de la Provincia de Buenos Aires, que en esa época se llamaba Banco y Casa de Moneda de la Provincia de Buenos Aires, y senador provincial.
La ciudad se vio fuertemente revitalizada en la década de 1930 por obras públicas que llevó a cabo el gobernador de la Provincia de Buenos Aires, Manuel Fresco, que residía en la localidad. Su antigua vivienda, que encuentra entre las calles Caseros y Llavallol, fue declarada monumento histórico. Hoy funciona allí El Transformador, una asociación civil que realiza distintas actividades culturales, así como un centro de día y espacio de cuidado para niños y jóvenes.   

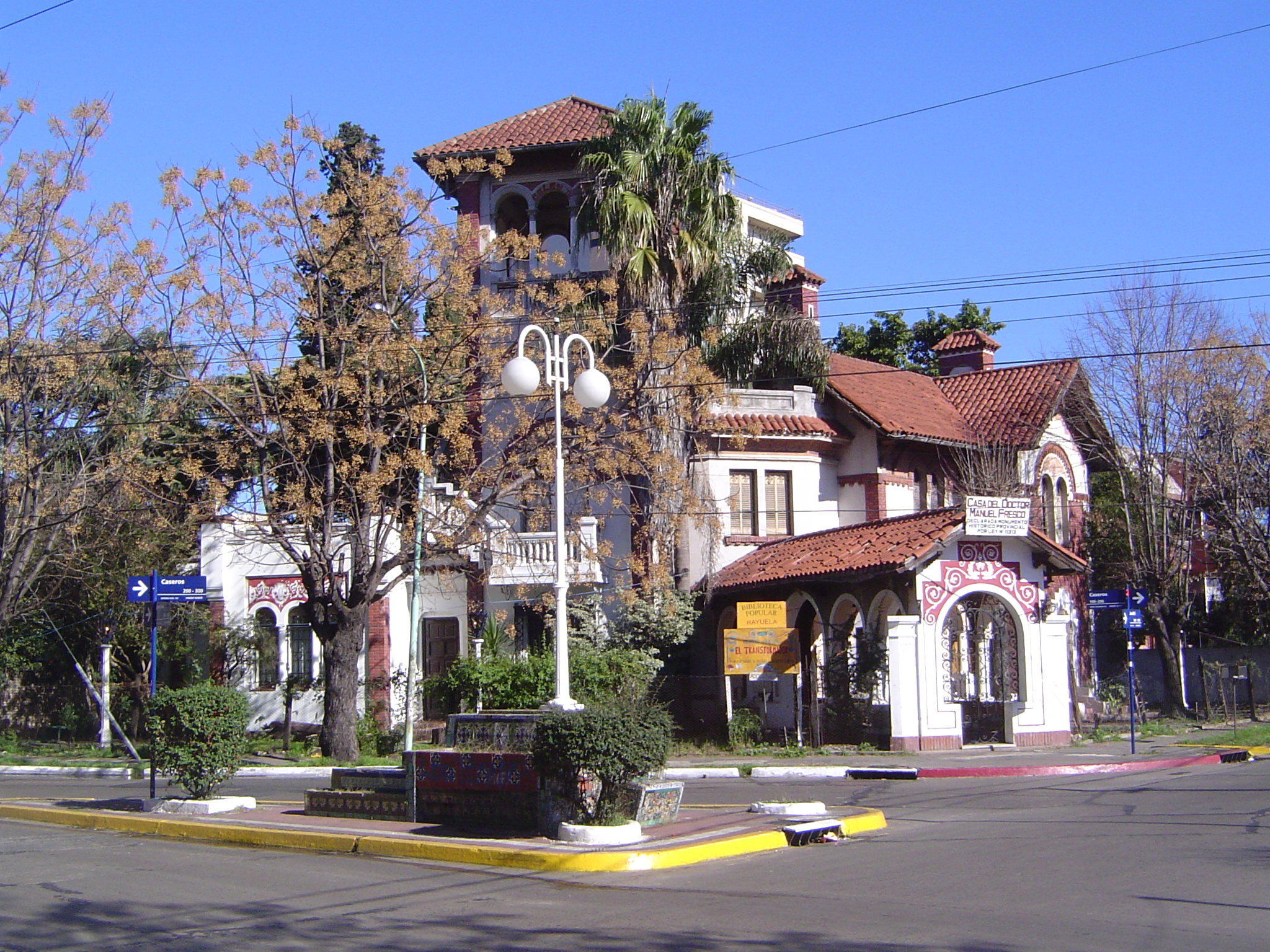
Casa del exgobernador de la provincia de Buenos Aires, Manuel Fresco.

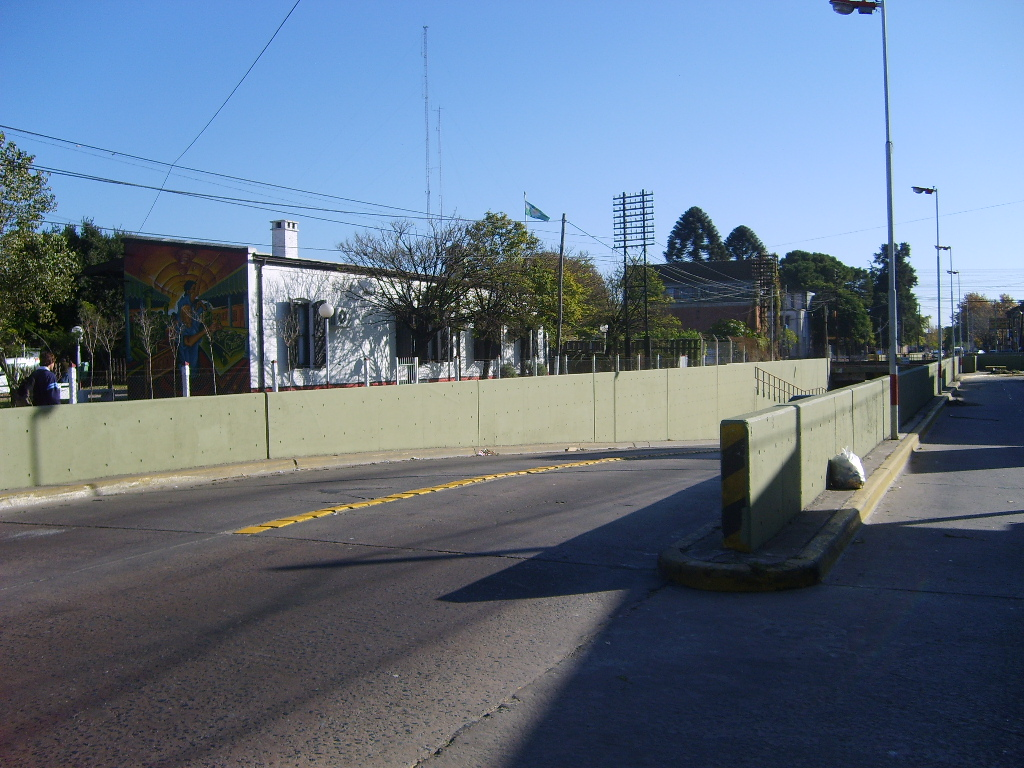
Túnel de norte a sur en la calle J.M.Estrada)

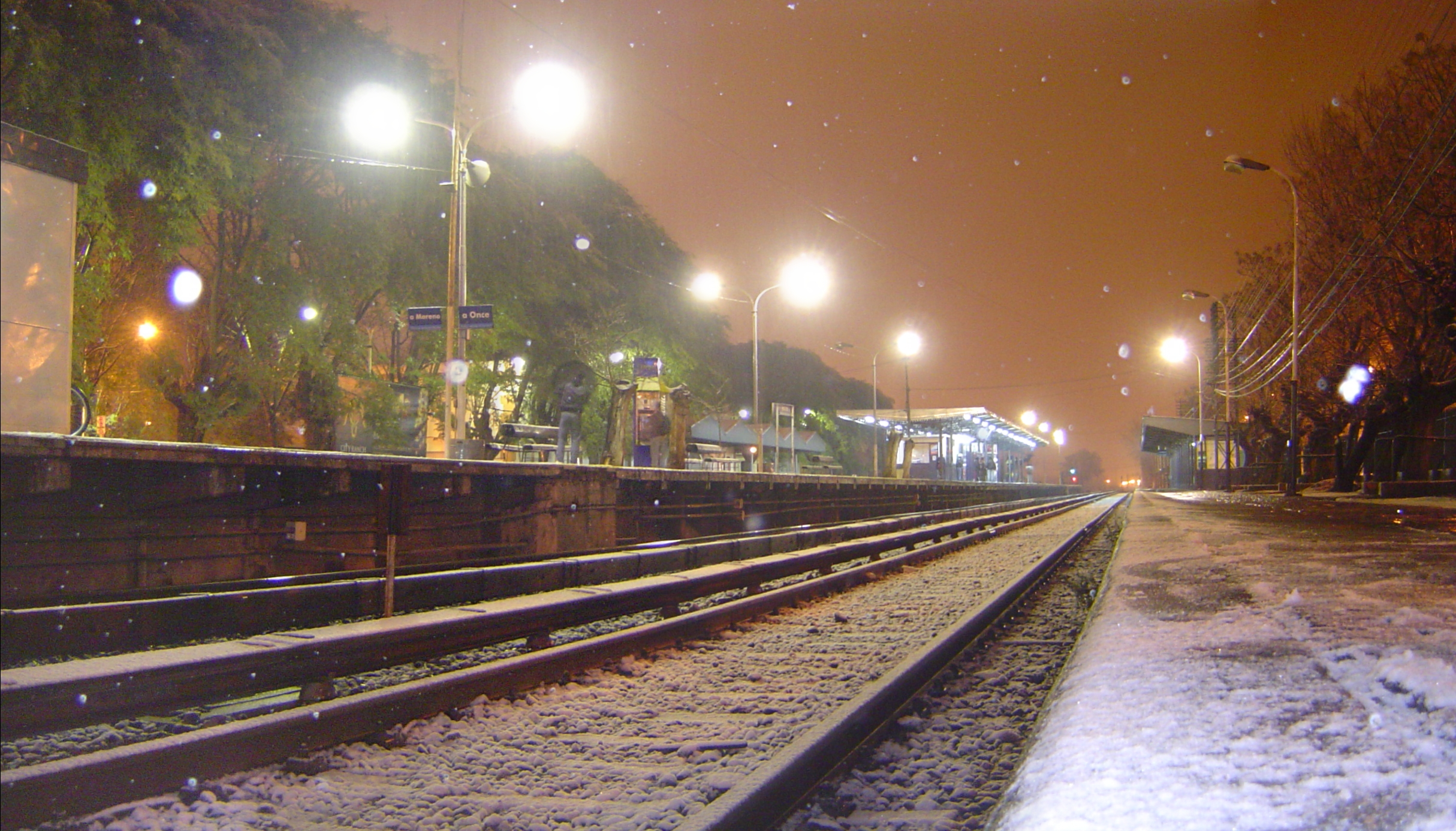
Estación de Haedo el 9 de julio de 2007, cuando ocurrió la última nevada en la zona.

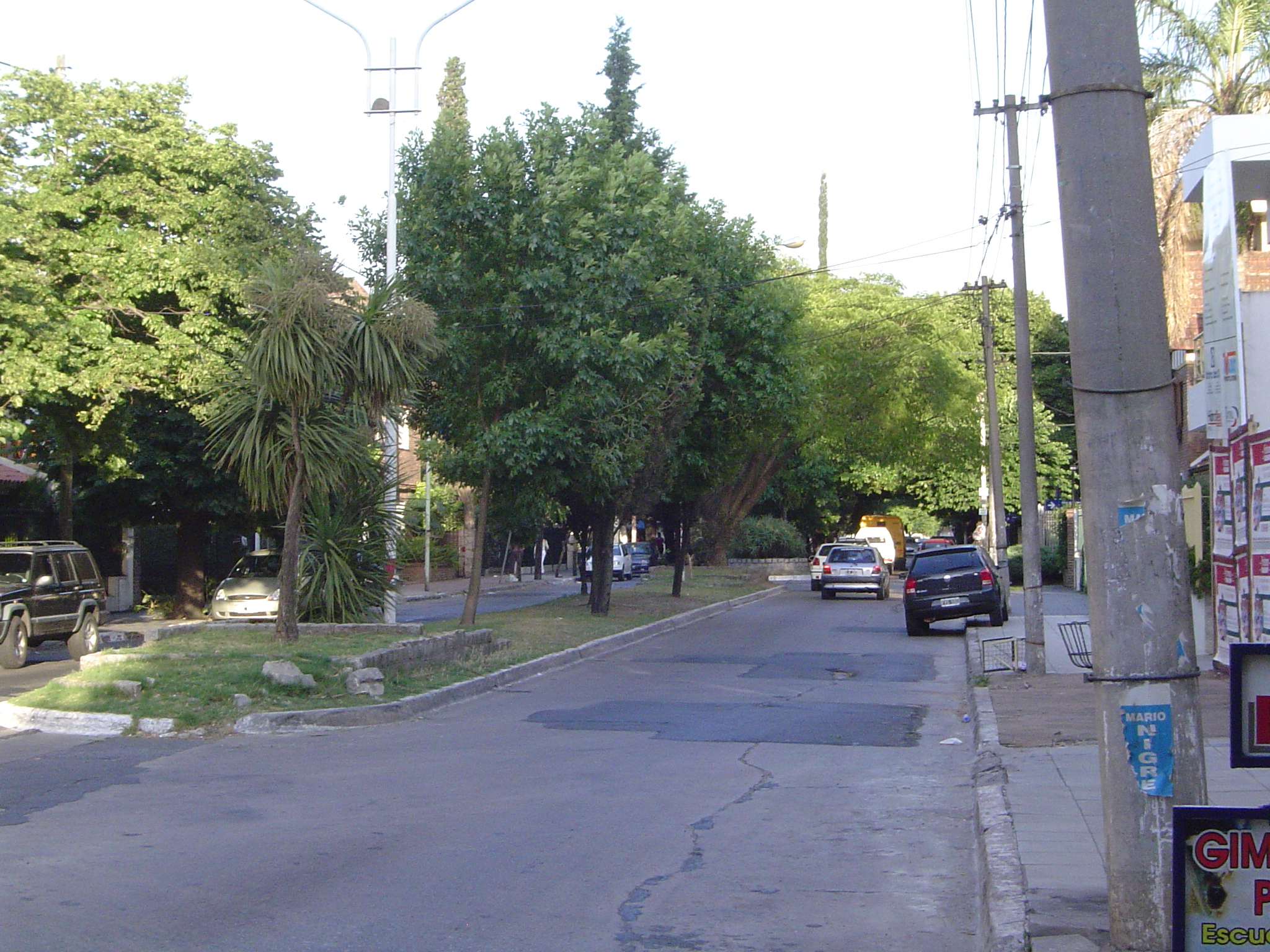
Boulevard Alberto Vignes, a una cuadra de las vías del FF.CC. Sarmiento y a una cuadra de la Estación

Ángel Mauricio Scrosati (1923-2009) fue el impulsor del reconocimiento de Haedo como ciudad. Había propuesto esto como concejal durante la gestión del intendente (de Morón) Abel Costa, pero no se aprobó. Con el restablecimiento de la democracia en 1963, Scrosati, ya como secretario de gobierno, retomó el proyecto y logró el apoyo del Concejo Deliberante de Morón. La solicitud fue entonces elevada a la Legislatura provincial, que la aprobó por ley.

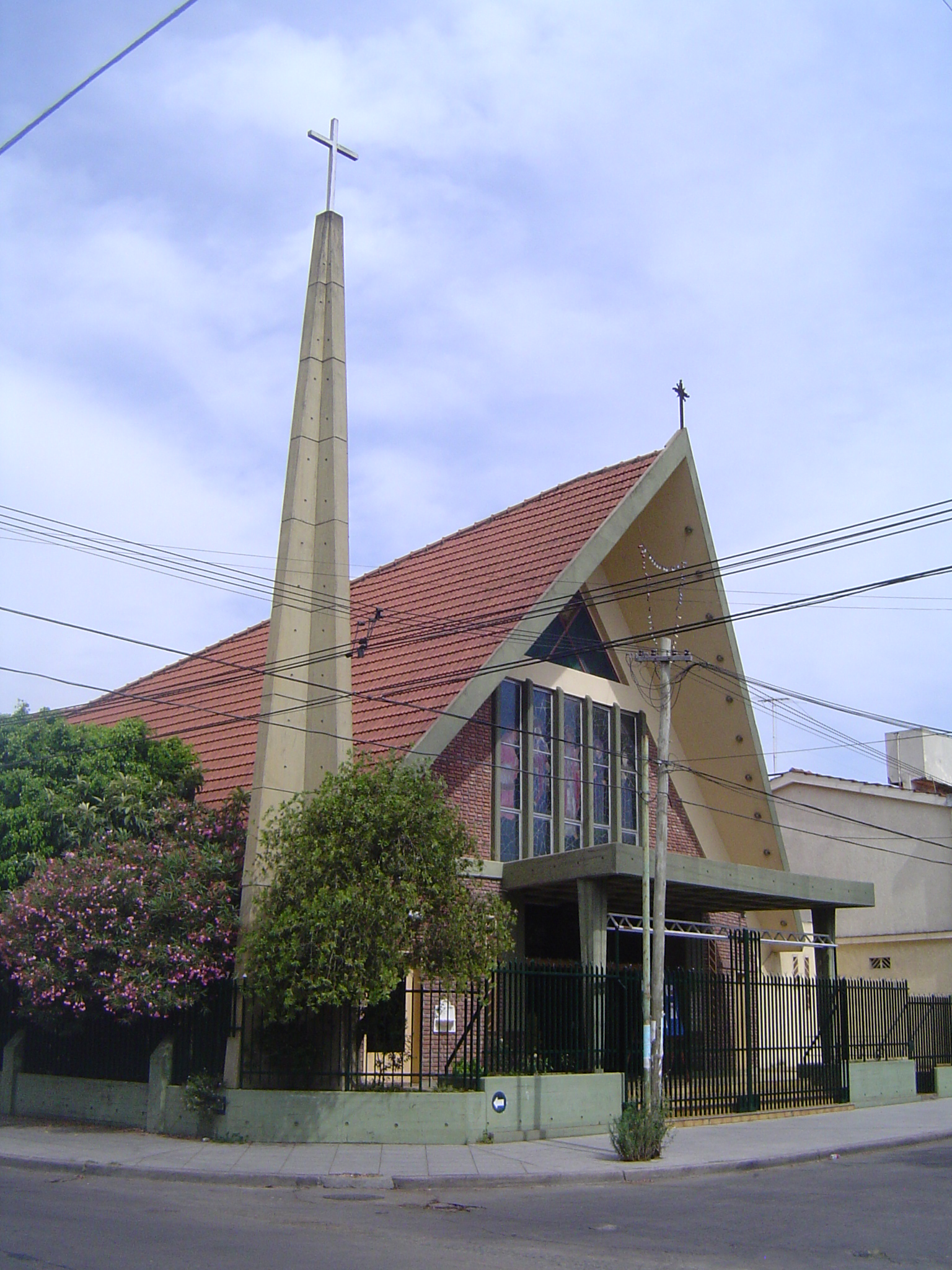
Iglesia San Carlos Borromeo.

Hablando de los límites, parte de Haedo Norte que se describe en dichos libros, es actualmente referida como "Palomar Este" y se extendía hasta lo que se conoce como "la vía muerta" (une la estación Caseros del ferrocarril San Martín, con la estación Haedo del ferrocarril Sarmiento y es una extensión virtual de las vías del tren a La Plata hacia el noroeste) y la avenida Rosales que fueron retratadas por Aymará Lombardo en su último libro fotográfico referido a esta mítica ciudad. El colegio Emaús estaba dentro de esos límites. En un reordenamiento del municipio de Morón, se cambiaron esos límites, pero para los vecinos de la zona, sigue siendo Haedo Norte.
El 5 de mayo de 1967, la Universidad Tecnológica Nacional inicia sus actividades en la zona, abriendo un anexo de la Facultad Regional Buenos Aires. Debido a la elevada inscripción de alumnos, el 3 de abril de 1970 el anexo pasó a ser delegación de la Facultad Regional Buenos Aires. Finalmente, el 30 de septiembre de 1972, fue reconocida como Facultad Regional, recibiendo el nombre de Facultad Regional Haedo.
El 31 de diciembre de 1975 se inaugura la Biblioteca Pública de Haedo, una asociación civil sin ánimo de lucro fruto del trabajo de un grupo de vecinos que decidió la creación de un espacio de estas características el 29 de julio de 1971. Actualmente alberga unos 50.000 volúmenes, incluyendo material de estudio, literatura general, diccionarios, enciclopedias y hemeroteca. Se encuentra en la calle Tacuarí al 674. Sitio web de la biblioteca.
En el año 1987 Carlos Alberto Pizzi, funda la que sería una de las primeras radios alternativas del país, FM Oeste, en su sintonía de 106,9 MHz.
En 1926 se abre el ramal Haedo-Caseros producto de la clausura del ramal Caballito-Chacarita. 

### Destrucción de la estación
El 1 de noviembre de 2005, se produjeron serios incidentes en la estación, que dejaron un saldo de 15 coches incendiados, 87 detenidos y 21 heridos, además de varios comercios saqueados. Muchas pinturas y óleos de la añeja estación se incendiaron ese día. Tiempo más tarde los vecinos de Haedo volvieron a reclamar la reconstrucción de la estación de tren, lo que ocurrió un año después.

## Geografía

### Población y superficie
- 6,11 km²
- 38,068 habitantes (Indec, 2001), esto es un 13% menos que en 1991. Esta población la sitúa como la 4.ª unidad más poblada del partido, de la que representa un 12% del total.

## Parroquias de la Iglesia católica en Haedo
| Diócesis           | Morón |
| ------------------ | --- |
| Parroquias         | Sagrada Familia, Santiago Apóstol y San Carlos Borromeo, Resurrección del Señor, Sagrado Corazón de Jesús, Nuestra Señora del Perpetuo Socorro |
| Eparquía ucraniana | Santa María del Patrocinio en Buenos Aires |
| Parroquia          | Virgen de la Ternura |

## Lugares de interés-deportes
- Club Atlético Sportivo Haedo
- Club Atlético El Trébol
- Club El Discóbolo
- Club Haedo Juniors
- Club Brisas del Plata
- Sociedad de Fomento La Rural
- Sociedad de Fomento Haedo Sur
- Club Defensores de Haedo
- Club Social y Deportivo Bernardino Rivadavia
- Ateneo Sagrada Familia
- Museo y Centro Cultural Raúl Scalabrini Ortiz[6]